# Epipactis helleborine latina
L'elleborina latina (Epipactis helleborine subsp. latina W.Rossi & E.Klein, 1987) è una piccola pianta erbacea spontanea del territorio italiano, appartenente alla famiglia delle Orchidacee.

## Etimologia
Il termine Epipactis si trova per la prima volta negli scritti di Dioscoride Pedanio (Anazarbe in Cilicia, 40 circa - 90 circa) che fu un medico, botanico e farmacista greco antico che esercitò a Roma ai tempi dell'imperatore Nerone. L'origine di questo termine è sicuramente greca, ma l'etimologia esatta ci rimane oscura (qualche testo lo traduce con “crescere sopra”). Sembra comunque che in origine sia stato usato per alcune specie del genere Helleborus. In tempi moderni il nome del genere fu creato dal botanico e anatomista germanico Johann Gottfried Zinn (1727 – 1759), membro tra l'altro dell'Accademia delle Scienze di Berlino, in una pubblicazione specifica sul genere Epipactis nel 1757.
Il primo nome specifico (helleborine) deriva da una certa rassomiglianza con le foglie di alcuni “Ellebori” (Elleboro bianco – Veratrum album); il secondo nome specifico (latina) deriva dalla zona dei primi ritrovamenti.

## Descrizione
È una pianta erbacea perenne alta normalmente da 35 a 50 cm . La forma biologica di questa orchidea è geofita rizomatosa (G rizh), ossia è una piante con un particolare fusto sotterraneo, detto rizoma, che ogni anno si rigenera con nuove radici e   fusti avventizi. Queste piante, contrariamente ad altri generi delle orchidee, non sono “epifite”, ossia non vivono a spese di altri vegetali di maggiori proporzioni (hanno cioè un proprio rizoma).

### Radici
Le radici sono secondarie da rizoma.

### Fusto
- Parte ipogea: la parte sotterranea consiste in un breve rizoma non stolonifero.
- Parte epigea: la parte aerea è robusta, eretta e semplice a sezione cilindrica. Possono essere presenti più fusti.

### Foglie
Le foglie di questa pianta sono di due tipi:
- foglie inferiori: sono presenti fino ad una decina di foglie (in posizione sub-radicale) dalla forma ovale (quasi rotonda) con margini ondulati.
- foglie superiori: poche di tipo bratteiforme con lamina lanceolata o più stretta e apice acuto.

Tutte sono percorse da diverse nervature longitudinalmente (foglie di tipo parallelinervie). Sono inoltre sessili e amplessicauli.

### Infiorescenza
L'infiorescenza è un racemo terminale, allungato (occupa quasi metà fusto) e denso con numerosi fiori (15 – 50) a portamento patente; sono tutti pedicellati. Alla base del pedicello sono presenti delle brattee erbacee a forma lanceolata. Queste brattee sono di tipo fogliaceo e quelle più basse sono molto simili alle foglie superiori, mentre quelle superiori sono progressivamente più piccole. I fiori sono resupinati, ruotati sottosopra tramite torsione del pedicello.

### Fiore
I fiori sono ermafroditi ed irregolarmente zigomorfi, pentaciclici (perigonio a 2 verticilli di tepali, 2 verticilli di stami, 1 verticillo dello stilo). I fiori all'esterno sono colorati con sfumature verde-giallastre mentre nelle parti interne sono violacee. All'antesi i fiori si presentano molto aperti.

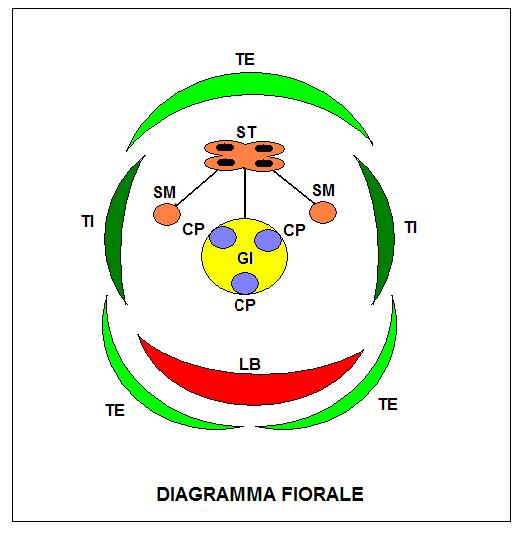

- Formula fiorale: per queste piante viene indicata la seguente formula fiorale:

X, P 3+3, [A 1, G (3)], infero, capsula
- Perigonio: il perigonio è composto da 2 verticilli con 3 tepali ciascuno (3 interni e 3 esterni) di forma più o meno lanceolata, liberi e patenti; il primo verticillo (esterno) ha 3 tepali di tipo sepaloide (simili ai sepali di un calice); hanno l'apice acuto; nel secondo verticillo (interno) il tepalo centrale (chiamato “labello”) è notevolmente diverso rispetto agli altri due laterali che si presentano colorati di rosa o porporino carico (quasi violaceo).
- Labello: il labello è diviso in due sezioni; la porzione posteriore del labello (basale, chiamata ipochilo) è concava, mentre quella anteriore (apicale, chiamata epichilo) è più allargata e si presenta con due protuberanze rosate (o biancastre). La colorazione del labello è rosato; più scuro nella porzione posteriore e più chiaro in quella anteriore. Nel mezzo tra l'ipochilo e l'epichilo è presente una strozzatura che comunque collega le due parti. Il labello non è speronato come in altri generi e l'ipochilo è nattarifero.

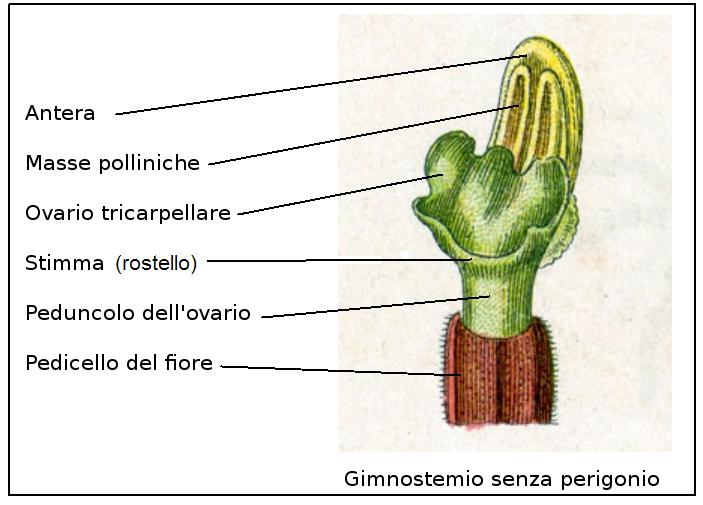
Descrizione del ginostemio

- Ginostemio:  lo stame con la rispettiva antera biloculare è concresciuto con lo stilo e forma una specie di organo colonnare chiamato ginostemio[5]. Il colore di questo organo è fondamentalmente giallastro. Il polline è più o meno incoerente ed è conglutinato in due masse cerose polliniche bilobe (una per ogni loculo dell'antera); queste masse sono prive di “caudicole” (filamento di aggancio all'antera). Il rostello è sviluppato completamente (viscidio funzionante). L'ovario (pubescente) è infero, oblungo ed è formato da tre carpelli fusi insieme, sorretto dal peduncolo fiorale.
- Fioritura: da maggio ad luglio.

### Frutti
Il frutto è una capsula obovoide (o esagonale) a più coste. Anche le capsule, come i fiori, sono orizzontali o pendule.  Nell'interno sono contenuti numerosi minutissimi semi piatti. Questi semi sono privi di endosperma e gli embrioni contenuti in essi sono poco differenziati in quanto formati da poche cellule. Queste piante vivono in stretta simbiosi con micorrize endotrofiche, questo significa che i semi possono svilupparsi solamente dopo essere infettati dalle spore di funghi micorrizici (infestazione di ife fungine). Questo meccanismo è necessario in quanto i semi da soli hanno poche sostanze di riserva per una germinazione in proprio.

## Riproduzione
In queste piante la riproduzione avviene per via sessuata grazie all'impollinazione degli insetti pronubi; la germinazione dei semi è tuttavia condizionata dalla presenza di funghi specifici (i semi sono privi di albume – vedi sopra).

## Distribuzione e habitat
- Geoelemento: il tipo corologico (area di origine) è Subendemico.
- Distribuzione: è una pianta rara; è presente nelle zone tirreniche dell'Appennino, ma in modo discontinuo dalla Toscana fino in Calabria. È stata segnalata anche in Istria.
- Habitat: l'habitat tipico sono i terreni aridi (è una pianta termofila) ai margini dei boschi o lungo i bordi delle strade, sempre in zone soleggiate (o debolmente ombreggiate).
- Distribuzione altitudinale: sui rilievi queste piante si possono trovare da 200 fino a 1600 m s.l.m.; frequentano quindi i seguenti piani vegetazionali: collinare e montano.

## Tassonomia
Le Orchidaceae è una delle famiglie più vaste della divisione tassonomica delle Angiosperme; comprende 788 generi e più di 18500 specie.  Il genere Epipactis comprende circa 70 specie diffuse in Europa, in Asia e in America, delle quali circa una decina sono spontanee della flora italiana.
Il Sistema Cronquist assegna la famiglia delle Orchidaceae all'ordine Orchidales mentre la moderna classificazione APG la colloca nel nuovo ordine delle Asparagales. Sempre in base alla classificazione APG sono cambiati anche i livelli superiori (vedi tabella iniziale).
Il genere Epipactis, insieme al genere Cephalanthera, appartiene (secondo la suddivisione più in uso tra i botanici) alla sottofamiglia delle Epidendroideae caratterizzata dall'avere lo stame (l'unico fertile) ripiegato sopra il ginostemio e il labello composto da due pezzi distinti: ipochilo e epichilo; e al livello inferiore alla tribù delle Neottieae, una delle tribù nelle quali si usa suddividere le orchidee (relativamente alle specie spontanee del territorio italiano).
Il numero cromosomico di E. helleborine latina è: 2n = 38.

### Sinonimi
Questa entità ha avuto nel tempo diverse nomenclature. L'elenco che segue indica alcuni tra i sinonimi più frequenti:
- Epipactis latina (W.Rossi & E.Klein) B.Baumann & H.Baumann
- Epipactis tremolsii subsp. latina (W.Rossi & E.Klein) S.Hertel & A.Riech.

### Specie simili
Queste piante possono essere confuse facilmente con le varie sottospecie del gruppo delle Elleborine (anche se gli areali a volte sono molto lontani e disgiunti):
- Epipactis helleborine subsp. helleborine,  è la sottospecie nominale, diffusa su tutto il territorio nazionale.
- Epipactis helleborine subsp. orbicularis (C. Richt) E. Klein, 1997, presente in Italia settentrionale.
- Epipactis helleborine subsp. schubertiorum (Bartolo, Pulv. & Robatsch) Kreutz, 2004, presente in Calabria e sul Gargano.

## Conservazione
Come tutte le orchidee è una specie protetta e quindi ne è vietata la raccolta e il commercio ai sensi della Convenzione sul commercio internazionale delle specie minacciate di estinzione (CITES).